# جامعة فيلادلفيا
جامعة فيلادلفيا جامعة أردنية خاصة أُسست في العام 1989، تقع الجامعة على الطريق الرئيسي بين مدنيتي عمّان وجرش. تحتل الجامعة فيلادلفيا المرتبة 2056 عالمياً، والمرتبة 30 على مستوى الوطن العربي، والمرتبة 2 على مستوى الجامعات الأردنية كافة، والمرتبة الأولى على مستوى الجامعات الأردنية الخاصة، وذلك وفقاً لمقياس ويبومتركس.

## تاريخ
أُسست الجامعة في 13 أغسطس 1989، حصلت على الاعتماد العام في 5 سبتمبر 1991 واستقبلت أول فوج لها في العام الجامعي 1991/1992، أصبحت عضواً في اتحاد الجامعات العربية عام 1994 وعضواً في الاتحاد الدولي لجامعات العالم الإسلامي عام 1998، ثم عضوًا في الاتحاد الدولي للجامعات عام 1999.

## الاسم والدلالة
جاء اختيار اسم (جامعة فيلادلفيا) إحياءً لموروث ثقافي، فهو إحدى الأسماء القديمة لمدينة عمان أو كما كانت تسمى ربة عمون الذي أطلقه القائد بطليموس فيلادلفيوس على مدينة ربة عمون سنة 285 قبل الميلاد وتعني الحب الأخوي.

## الكليات والتخصصات

### كلية الصيدلة
| التخصص  | عدد الساعات المعتمدة | رسوم الساعة    | المعدل المطلوب | فروع الثانوية العامة | المستوى       |
| ------- | -------------------- | -------------- | -------------- | -------------------- | ------------- |
| الصيدلة | 160 ساعة             | 95 دينار أردني | 80%            | العلمي               | بكالوريوس فقط |

### كلية التمريض
| التخصص  | عدد الساعات المعتمدة | رسوم الساعة    | المعدل المطلوب | فروع الثانوية العامة | المستوى       |
| ------- | -------------------- | -------------- | -------------- | -------------------- | ------------- |
| التمريض | 132 ساعة             | 50 دينار أردني | 70%            | العلمي               | بكالوريوس فقط |

### كلية الهندسة
| التخصص                        | عدد الساعات المعتمدة | رسوم الساعة    | المعدل المطلوب | فروع الثانوية العامة             | المستوى            |
| ----------------------------- | -------------------- | -------------- | -------------- | -------------------------------- | ------------------ |
| الهندسة الكهربائية            | 160 ساعة             | 85 دينار أردني | 80%            | العلمي، الصناعي                  | بكالوريوس فقط      |
| الهندسة الميكانيكية           | 160 ساعة             | 85 دينار أردني | 80%            | العلمي، الصناعي                  | بكالوريوس فقط      |
| هندسة الميكاترونكس            | 160 ساعة             | 75 دينار أردني | 80%            | العلمي، الصناعي                  | بكالوريوس وماجستير |
| هندسة العمارة                 | 165 ساعة             | 95 دينار أردني | 80%            | العلمي                           | بكالوريوس فقط      |
| الهندسة المدنية               | 160 ساعة             | 95 دينار أردني | 80%            | العلمي، الصناعي                  | بكالوريوس فقط      |
| هندسة الحاسوب                 | 160 ساعة             | 85 دينار أردني | 80%            | العلمي، الصناعي، إدارة معلوماتية | بكالوريوس فقط      |
| هندسة الإتصالات والإلكترونيات | 160 ساعة             | 75 دينار أردني | 80%            | العلمي، الصناعي، إدارة معلوماتية | بكالوريوس فقط      |

### كلية تكنولوجيا المعلومات
| التخصص                 | عدد الساعات المعتمدة | رسوم الساعة    | المعدل المطلوب | فروع الثانوية العامة                                 | المستوى            |
| ---------------------- | -------------------- | -------------- | -------------- | ---------------------------------------------------- | ------------------ |
| علم الحاسوب            | 132 ساعة             | 70 دينار أردني | 60%            | علمي، إدارة معلوماتية، صناعي، التعليم الصحي والزراعي | بكالوريوس وماجستير |
| هندسة البرمجيات        | 132 ساعة             | 70 دينار أردني | 60%            | علمي، إدارة معلوماتية، صناعي، التعليم الصحي والزراعي | بكالوريوس فقط      |
| نظم المعلومات الإدارية | 132 ساعة             | 70 دينار أردني | 60%            | جميع فروع الثانوية العامة                            | بكالوريوس فقط      |

### كلية الحقوق
| التخصص | عدد الساعات المعتمدة | رسوم الساعة    | المعدل المطلوب | فروع الثانوية العامة                                                            | المستوى       |
| ------ | -------------------- | -------------- | -------------- | ------------------------------------------------------------------------------- | ------------- |
| الحقوق | 141 ساعة             | 60 دينار أردني | 70%            | العلمي، الأدبي، الشرعي، التجاري، الإدارة المعلوماتية، الفندقي، الاقتصاد المنزلي | بكالوريوس فقط |

### كلية العلوم الإدارية
| التخصص                     | عدد الساعات المعتمدة | رسوم الساعة    | المعدل المطلوب | فروع الثانوية العامة                                                            | المستوى       |
| -------------------------- | -------------------- | -------------- | -------------- | ------------------------------------------------------------------------------- | ------------- |
| المحاسبة                   | 132 ساعة             | 60 دينار أردني | 60%            | العلمي، الأدبي، الشرعي، التجاري، الإدارة المعلوماتية، الفندقي، الاقتصاد المنزلي | بكالوريوس فقط |
| إدارة الأعمال              | 132 ساعة             | 60 دينار أردني | 60%            | العلمي، الأدبي، الشرعي، التجاري، الإدارة المعلوماتية، الفندقي، الاقتصاد المنزلي | بكالوريوس فقط |
| علوم مالية ومصرفية         | 132 ساعة             | 60 دينار أردني | 60%            | العلمي، الأدبي، الشرعي، التجاري، الإدارة المعلوماتية، الفندقي، الاقتصاد المنزلي | بكالوريوس فقط |
| التسويق                    | 132 ساعة             | 60 دينار أردني | 60%            | العلمي، الأدبي، الشرعي، التجاري، الإدارة المعلوماتية، الفندقي، الاقتصاد المنزلي | بكالوريوس فقط |
| الإدارة الفندقية والسياحية | 132 ساعة             | 60 دينار أردني | 60%            | العلمي، الأدبي، الشرعي، التجاري، الإدارة المعلوماتية، الفندقي، الاقتصاد المنزلي | بكالوريوس فقط |
| إدارة المستشفيات           | 132 ساعة             | 60 دينار أردني | 60%            | العلمي، الأدبي، الشرعي، التجاري، الإدارة المعلوماتية، الفندقي، الاقتصاد المنزلي | بكالوريوس فقط |
| إدارة نظم وشبكات الأعمال   | 132 ساعة             | 70 دينار أردني | 60%            | العلمي، الأدبي، الشرعي، التجاري، الإدارة المعلوماتية، الفندقي، الاقتصاد المنزلي | بكالوريوس فقط |

### كلية الآداب والفنون
| التخصص                   | عدد الساعات المعتمدة | رسوم الساعة     | المعدل المطلوب | فروع الثانوية العامة                                                            | المستوى            |
| ------------------------ | -------------------- | --------------- | -------------- | ------------------------------------------------------------------------------- | ------------------ |
| اللغة العربية وآدابها    | 132 ساعة             | 30 دينار أردني  | 60%            | العلمي، الأدبي، الشرعي، التجاري، الفندقي، الاقتصاد المنزلي                      | بكالوريوس وماجستير |
| اللغة الإنجليزية وآدابها | 132 ساعة             | 60 دينار أردني  | 60%            | العلمي، الأدبي، الشرعي، التجاري، الإدارة المعلوماتية، الفندقي، الاقتصاد المنزلي | بكالوريوس وماجستير |
| التصميم الجرافيكي        | 135 ساعة             | 70 دينار أردني  | 60%            | العلمي، الأدبي، الشرعي، التجاري، الإدارة المعلوماتية، الفندقي، الاقتصاد المنزلي | بكالوريوس فقط      |
| التصميم الداخلي          | 138 ساعة             | 70 دينار أردني  | 60%            | العلمي، الأدبي، الشرعي، التجاري، الإدارة المعلوماتية، الفندقي، الاقتصاد المنزلي | بكالوريوس فقط      |
| دراسات التنمية           | 136 ساعة             | 30 دينار أردني  | 60%            | العلمي، الأدبي، الشرعي، التجاري، الإدارة المعلوماتية، الفندقي، الاقتصاد المنزلي | بكالوريوس فقط      |
| الارشاد النفسي           | 132 ساعة             | 40 دينار أردني  | 60%            | العلمي، الأدبي، الشرعي، التجاري، الإدارة المعلوماتية، الفندقي، الاقتصاد المنزلي | بكالوريوس فقط      |
| اللغة الصينية وادابها    | 132 ساعة             | 40 دينار للساعة | 60%            | العلمي، الأدبي، الشرعي، التجاري، الإدارة المعلوماتية، الفندقي، الاقتصاد المنزلي | بكالوريس فقط       |

### كلية العلوم
| التخصص                             | عدد الساعات المعتمدة | رسوم الساعة    | المعدل المطلوب | فروع الثانوية العامة                                                              | المستوى       |
| ---------------------------------- | -------------------- | -------------- | -------------- | --------------------------------------------------------------------------------- | ------------- |
| الرياضيات                          | 132 ساعة             | 30 دينار أردني | 60%            | العلمي، الصناعي، التعليم الصحي الشامل، الزراعي (إدارة معلوماتية باستثناء الجينات) | بكالوريوس فقط |
| التكنولوجيا الحيوية وهندسة الجينات | 132 ساعة             | 60 دينار أردني | 60%            | العلمي، الصناعي، التعليم الصحي الشامل، الزراعي (إدارة معلوماتية باستثناء الجينات) | بكالوريوس فقط |

## وصلات خارجية
- الموقع الرسمي
- البوابة الالكترونية للجامعة